# Sorrivoli
Sorrivoli is een dorp in de Italiaanse gemeente Roncofreddo.
Dit pittoreske bergdorpje telt 180 inwoners. Het is bekend om zijn zeer oude kasteel, dat sinds 1999 wordt gerestaureerd. Momenteel wordt de klokkentoren als laatste project aangepakt. Sorrivoli is gelegen in de regio Romagna, die deel uitmaakt van Emilia-Romagna. De mensen in de Romagna hechten veel waarde aan tradities en koesteren een passie voor de traditionele streekproducten uit dit gebied. Tijdens de oogstperiodes worden er in verschillende dorpen en steden dagelijks oogstfeesten georganiseerd, bekend als Sagre. Een voorbeeld hiervan is het jaarlijkse feest dat eind november plaatsvindt ter ere van de formaggio di Fossa uit Sogliano al Rubicone. Deze feesten zijn altijd drukbezocht.